# Lockdown (Transformers)
 Lockdown es un personaje ficticio perteneciente al universo de Transformers. Se trata de un robot cybertroniano, que trabaja como un pirata cazarrecompensas que opera al mejor postor, por lo que no posee afiliación con ninguno de los bandos reconocidos dentro del Universo Transformer. Aun así, le son reconocidos contactos mantenidos con el líder decepticon Megatron, para quien supiera operar capturando autobots a cambio de beneficios para sí. También opera para Los Creadores, para quienes caza cybertronianos, sin distinción de bando.
Su primera aparición, tuvo lugar en el capítulo La emoción de la cacería, de la serie Transformers Animated de 2007, mientras que en la franquicia de películas fue el antagonista secundario de la cuarta entrega Transformers: la era de la extinción. Tuvo dos modos alternativos, presentándose en la serie animada como un muscle car híbrido, mientras que en la película su modo alternativo fue un Lamborghini Aventador.

## Transformers Animated

### Historia
Su primera aparición se dio en el capítulo La emoción de la cacería, de la serie Transformers Animated de 2007. Allí, Lockdown fue presentado como un mercenario cazarrecompensas, sin ningún tipo de afiliación con los bandos en disputa (es decir, ni autobot, ni decepticon). Él es presentado en la saga como un pirata que opera al mejor postor, capturando a otros cybertronianos (mayoritariamente autobots) a cambio de beneficios para sí, ya sea elementos de importancia, dinero o Energón. En este sentido, quienes primero requieren de sus servicios, son las entidades conocidas como Los Creadores, quienes le confían la tarea de cazar cybertronianos a cambio de sus exigencias individuales. A causa de esta confianza es que Lockdown, comienza a ver tanto a autobots como a decepticons, como una deshonra para la raza cybertroniana. Sin embargo, a pesar de esta supuesta "neutralidad" dentro del universo transformer, en más de una oportunidad fue contactado por el propio líder decepticon Megatrón, quien en el afán de contar con un aliado de peso en su lucha contra los autobots, no dudó en contratar sus servicios, solicitandole la caza de determinados autobots a cambio de recompensas. Es por esta razón que en la línea de juguetes lanzada por Hasbro, se lo etiqueta a Lockdown con la insignia decepticon (a pesar de no serlo) a la vez de ubicarlo definitivamente dentro del bando de los villanos de la serie.
Originalmente, Lockdown fue un Cyberninja (raza interna de los autobots) discípulo del maestro Yoketron. Con el tiempo, comenzaría a discrepar en su criterio, revelándose paulatinamente contra los autobots, hasta decidirse finalmente a ser un mercenario. Conocedor de esta situación, Megatron intentaría convencerlo de unirse a él, aunque a pesar de no conseguirlo, optaría por darle su primer trabajo a cambio de recompensa, siendo Lockdown enviado a asesinar a su antiguo maestro y a capturar la mayoría de las protoformas Cyberninja, tarea en la que tuviera amplio éxito. Aun así, a pesar de este contacto con Megatron, Lockdown no guardaría ni sellaría ningún tipo de lealtad para con el líder decepticon, teniéndolo como una deshonra para esa raza, a la vez de sumarlo a su lista negra para "futuros negocios". Durante una de sus múltiples redadas, Lockdown tendría un enfrentamiento con Ratchet, a quien en el fragor del combate le robaría un generador de pulso electromagnético que comenzaría a utilizar como una de sus principales armas. Con este elemento, Lockdown consigue crear una marea negra a partir de esos pulsos electromagnéticos, provocando la eliminación de las funciones eléctricas de sus oponentes. Sin embargo, es justamente contra Ratchet que esta arma no surte efecto, ya que al ser su diseñador original, está programada para que no lo afecte.
Físicamente, el aspecto de Lockdown rememoraba a un verdadero pirata, ya que presentaba partes que no se acoplaban al diseño de la mayor parte de su cuerpo, como ser su pierna izquierda y su brazo derecho, el cual remata en un garfio en lugar de su mano. El resto de su cuerpo es de color negro, presentando decoraciones vivas de color verde lima. Su rostro es de color gris, con marcas negras a la altura de sus ojos.
En cuanto a su modo alternativo, Lockdown fue presentado como una extraña versión de Muscle car híbrido, el cual reúne características de diseños de dos reconocidos modelos. Su parte frontal (desde el frente, hasta el pilar B) rememora a la primera generación del modelo Mercury Cougar de 1960, mientras que la parte posterior (desde el pilar B, hasta el frente) rememora a la tercera generación del Chevrolet Corvette. Asimismo, se destacan sus salidas de escape por debajo de la carrocería y por delante de las ruedas traseras, como así también el conjunto de carburación exhibido por fuera de la tapa de motor.

#### Primera temporada
La primera aparición de Lockdown en el Universo Transformers, se dio en el episodio 7 de la serie Transformers Animated, titulado La emoción de la cacería. En este episodio, Lockdown fue contratado por Blitzwing, quien le propone una buena paga a cambio de la captura con vida de Optimus Prime. Una vez concluido con éxito su misión, Lockdown se apodera del arma Optimus Prime mientras lo mantenía cautivo, esperando su entrega. Anoticiado de esta situación, Ratchet debió ir a enfrentar a Lockdown, sin embargo no podía hacerlo ya que volvían a él recuerdos de un duro pasado, en el que Lockdown (contratado en ese momento por Megatron) lo capturaró y torturó, a fin de obtener información sobre un arma secreta de interés para los decepticons. Durante este calvario, el mercenario se apoderaría de un arma creada por el autobot, un generador de pulso electromagnético que Ratchet utilizaba para curar a sus compañeros. Gracias a esta arma, Lockdown conseguiría dar con Arcee a quien también capturaría provocándole severos daños. Esta autobot sería capturada por el mercenario, ya que era ella quien poseía la información que necesitaba, por lo que la prepararía para entregarla a los decepticons. Los planes de Lockdown se echarían a perder, luego de que Ratchet consiguiera zafarse de su situación, liberando también a Arcee. Sin embargo, a causa de la información Arcee poseía en su memoria, ella le terminaría pidiendo a su compañero que limpie su memoria, a fin de que esta información no cayese en manos enemigas.
Con el recuerdo de aquel doloroso pasado, Ratchet decide hacerle frente a Lockdown, a fin de rescatar a Optimus y al mismo tiempo, cobrarse venganza por lo que el mercenario le provocara a él y a su compañera. Al encontrarse una vez más cara a cara, Lockdown enfrentaría a Ratchet con nuevas técnicas, ya que aprovecharía el hecho de tener cautivo a Prime para robarle de su memoria algunas técnicas de uso de armas, sin embargo nada lograría detener a Ratchet, quien finalmente conseguiría derrotar a Lockdown, rescatar a Optimus y recuperar su generador de PEM y las armas de Optimus. La acción culminaría con Ratchet haciendo estrellar la nave de Lockdown en lo profundo de un río.

#### Segunda temporada
Lockdown hace su aparición al lado en la serie cuando Starscream es capturado por los Autobots La Guardia de Elite decide llevarlo para luego ser expuesto a Juicio pero Starscream escapa de La Guardia de Elite, al poco tiempo después Megatron les informa a todos Los Decepticons que otorgara una gran recompensa por la cabeza de Starscream quien luego este lo traicionara en el episodio 23 "Un puñado de Energon", Lockdown empezó a seguir las huellas de Starscream quien estaba escondido en la Luna. Inesperadamente se anticipa por el Autobot Prowl, quien encontró aparentemente a Starscream y logra capturarlo con las esposas de éxtasis.
Los 2 duros cazadores comienzan a hacer su enfrentamiento con respecto a quién tomará la "cantera". Pero mientras ellos pelean, Starscream tiene éxito en la liberación de los puños y en la inmovilización de huir. Luego Lockdown de mala gana le pide formar equipo con Prowl incluso le dice que el proporcionó actualizaciones de la armadura cyberninja para la misión ya que a cambio de esa tregua Lockdown le otorga la armadura a Prowl. Asimismo ellos se proponen volver a la tierra en busca de Starscream. Ahí se encontraron nuevamente con Starscream, pero hay algo mal con él, había dos Starscream quienes eran clones de este sin embargo, Lockdown captura Starscream y se lo entrega a Megatron, mientras tanto Prowl usando la armadura cyberninja pero desafortunadamente Prowl no llega a asimilar la armadura cyberninja ya que era muy especial su uso y logra capturar a Starscream, pero Prowl le pidió a Lockdown que se lo diera a él y que La Guardia de Elite también le iba a dar una recompensa pero este se negó, mencionando que Megatron paga más de la Guardia Elite ya que le arrebató al clon de Starscream. De hecho que Megatron se mostró muy satisfecho ya que aparentemente ya tenía al sujeto que lo traicionó con el fin de castigarlo poco tiempo después llega Prowl pero lamentablemente para él fue descubierto ya que el uso de la armadura cyberninja no podía asimilarla debido a eso perdía los reflejos. Pero antes de castigar a los Starcream y a Prowl, Los Autobots llegaron a salvar a Prowl y a llevarse a los Starscream. Parece que tanto los clones de Starscreams se activaron un fuerte detonante lo cual ambos tuvieron que escapar tanto los Autobots como los Decepticons, tuvieron que postergar la pelea.
Lockdown sale una breve alusión en el episodio "SUV: la Sociedad Unida de Villanos". El Decepticon Swindle le platica por medio de una radio frecuencia a Megatron sobre algunas mejoras de armas que él tuvo, refiriéndose a él como "un amigo en común",

#### Tercera temporada
Lockdown aparece en el episodio 35 "Los 5 Siervos de La Perdición", cuando Sentinel Prime hacía tratos sucios con este en el intercambio de capturar Decepticons a cambio de entregarle fragmentos de la Armadura Protoforma cyberninja, hasta que el clon de Starscream Mentiroso (Ramjet) le paga Energon para cambiar los objetivos. Durante la lucha con Prowl, Lockdown le revela su relación con Yoketron hasta que este lo asesinó, Prowl decide ponerse la armadura protoforma cyberninja y ayudar a sus compañeros Autobots contra Ramjet y Lockdown. Asimismo logra asimilar la Armadura y consigue derrotar a Lockdown.
Lockdown fue visto en un breve flashback en el episodio 40 "Es por esto que odio a las máquinas".

## Ficha técnica
| Título           | Cazador de Recompensas                                      |
| Alianza          | Humanos de Cementery Wind                                   |
| Transformación   | Automóvil Lamborghini Aventador LP 700-4 Coupe color negro. |
| Lema             | "Mis sensores detectan tu miedo"                            |
| Estado           | Muerto                                                      |
| Fuerza           | 12/12                                                       |
| Inteligencia     | 9/12                                                        |
| Velocidad        | 11/10                                                       |
| Resistencia      | 13/12                                                       |
| Potencia de tiro | 12/11                                                       |
| Destreza         | 10/10                                                       |

## Películas live-action

### Transformers: la era de la extinción (2014)
El cazarrecompensas más temido de la galaxia, es un cybertroniano que no es Autobot, ni Decepticon y tiene con modo alterno un Lamborghini Aventador LP 700-4 Coupe color negro. Se transporta en una nave que utiliza como prisión y cuenta como secuaces a mercenarios cybertronianos y lobos tecno-orgánicos llamados Steeljaws. Trabaja con Attinger para cazar a Optimus a cambio de la "Semilla", de hecho trabaja para los Creadores. Asesina a Ratchet sacando su chispa del pecho, tras negarse a revelar la ubicación de Optimus Prime, manteniendo su lealtad hacia él. Posiblemente Lockdown también haya asesinado a Leadfoot o ayudar a que lo maten. Luego él, Savoy y Cemetery Wind buscaron a Optimus en la granja de los Yeager, donde Cade Yeager y su hija Tessa han recientemente lo han escondido y Lockdown destruye la casa, cuando Optimus huye con los Yeagers delante de él, persiguiendo a una fábrica en la que la batalla breve pero Optimus, a pesar de sus heridas, evade a Lockdown luego de asesinar a Lucas Flannery. Más tarde, Lockdown llega durante la batalla de Optimus con Galvatron y lo captura con Tessa, diciéndole que sus creadores quieren que sus creaciones destruidos, pero quieren que volver a hacer su trabajo previsto. Lockdown había puesto a Optimus preso con los Dinobots (refiriéndose a ellos como "caballeros"), pero se retrasó brevemente de despegar debido a la llegada de los Autobots con Cade y Shane y ordena sus Steeljaws para cazarlos, pero finalmente logró despegar, pero los Autobots encontraron a Optimus y distante a los Caballeros Dinobots incluidos, y Lockdown ordenó que la nave dio la vuelta. Más tarde, Lockdown llegó a Hong Kong después de la alianza Autobot / Dinobot destruyó el ejército de Galvatron, y usó el imán de su nave con la aprobación de Attinger para capturar todos los Autobots y los Dinobots causando mucha destrucción en la ciudad, pero Optimus destruyó el imán. Lockdown sale de la nave a la ubicación de Optimus a luchar con él en persona, pero al igual que Optimus parecía ganando terreno en una batalla de manera uniforme impugnada, que estaba distraído por Cade siendo apuntado por la pistola de Attinger, ya pesar tuvo que matarlo en ayudar a Cade, pero la distracción hace que Lockdown ataca y permitió a él empalar con su propia espada. Bumblebee y Cade atacan a Lockdown, mientras que Tessa y su novio Shane liberan a Optimus. Optimus entonces mata a Lockdown a través de su pecho por detrás, a continuación, corta la cabeza por la mitad, finalmente matándolo. Optimus entonces utilizó su última granada para destruir los drones restantes KSI / Decepticons, siendo destruidos con su cadáver y de Attinger, mientras su equipo que queda fuera en el servicio de transporte en huir para volver a la seguridad, pero son bombardeados por fuerzas aéreas.